# Filippinernas ambassad i Stockholm
Filippinernas ambassad i Stockholm öppnade ånyo 2020, efter att ha varit stängd sedan 2012. Ambassaden inryms i en byggnad på Grenstigen 2A i kommundelen Islinge på Lidingö.
Den tidigare ambassaden var belägen på Skeppsbron 20 i Gamla Stan i centrala Stockholm. Ambassaden fungerade som Filippinernas diplomatiska representation i Sverige såväl som i Finland och de baltiska staterna. Ambassaden upprättades 1979. Diplomatkoden på beskickningens bilar var CX. Den ambassaden stängdes i oktober 2012, och mellan 2012 och 2020 sidoackrediterades ambassadören i Oslo till Stockholm.

## Ambassadens tidigare byggnader
Ambassaden var sedan 1982 inrymd i en mycket representativ fastighet från 1901, ritad av arkitekt Isak Gustav Clason, som ursprungligen uppfördes för Städernas allmänna brandstodsbolag som köpte tomterna i kvarteret 1898 för att uppföra nya kontorshus. Bland de övriga hyresgästerna finns bland annat Rumänska kulturinstitutet. Mellan 1979 och 1982 låg ambassaden på Tegnérgatan 3.

## Beskickningschefer
| Namn                           | Period    | Funktion   | Ackreditering                                                 |
| ------------------------------ | --------- | ---------- | ------------------------------------------------------------- |
| Erlinda Fadera-Basilio         | 1997–2003 | Ambassadör |                                                               |
| ?                              | ????–???? | Ambassadör |                                                               |
| Maria Zeneida Angara-Collinson | 2007–2012 | Ambassadör | Sidoackrediterad till Tallinn, Riga, Vilnius och Helsingfors. |
| ?                              | ????–???? | Ambassadör |                                                               |
| Jocelyn Batoon-Garcia          | 2018–2020 | Ambassadör | Sidoackrediterad från Oslo.                                   |